# Mervi Karttunen
Mervi Anneli Karttunen född 30 september 1953 i Finland, är en svensk idrottsledare som är ledamot i Sveriges Olympiska Kommitté (SOK) sedan 2009. Sedan 2015 är hon en av två vice ordförande i SOK.
Mervi Karttunen valdes 2005 in i styrelsen i Göteborgs Badmintonklubb och ett år senare valdes hon till ordförande i Svenska badmintonförbundet. Hon avgick med omedelbar verkan som Svenska badmintonförbundets ordförande i september 2012. Det skedde efter att förbundsmöte föreslog valberedningen en utökad styrelse som skulle göra en översyn av förbundets verksamhet efter att Europamästerskapet på hemmaplan gav ett stort ekonomiskt bakslag.
Mervi Karttunen flyttade från Finland till Sverige 1979 och blev engagerad som idrottsledare då sönerna började spela badminton. Hon är mor till Kristian Karttunen.
Mervi Karttunen har arbetat inom shippingbranschen, både som Finansdirektör och som VD. Senast kommer hon från Laurin Maritime.